# 汪澈
汪澈（1109年—1171年），字明远，饶州浮梁县人，祖籍歙州歙县，南宋大臣，宋高宗时任参知政事。
幼年时从从兄汪沆学，高宗绍兴八年（1138年）中进士。为临江军新喻县主簿，转任军器少监。改吉州州学教授，改为教授衡州（治今湖南衡阳）、沅州（治今湖南芷江）。绍兴二十六年（1156年），通过万俟卨推荐，召为秘书省正字兼实录院检讨官，转任校书郎、国史院编修官。绍兴二十九年（1159年），擢升为监察御史，于是进升殿中侍御史。当时和议日久，边备松弛，他多次上书养民养兵，振作士气。绍兴三十年（1160年），转任侍御史。与陈俊卿劾罢左相汤思退。绍兴三十一年（1161年），转任御史中丞，后为湖北、京西宣谕使。金兵南下，金主完颜亮为部下所杀，他奏请出兵淮甸，与荆襄军夹击金军，断金兵退路。次年，召为参知政事，与陈康伯同赞内禅。宋孝宗即位，他督军荆襄，主持屯田。他筑堰渠，募闲民，汰冗卒以屯田，岁入七十八万斛。乾道元年（1165年），改知建康府，拜枢密使。在位二年，以观文殿学士奉洞霄宫。不久被弹劾落职。后来改知鄂州兼安抚使，知宁国府。以知福州、福建安抚使致仕。卒后赠金紫光禄大夫，谥号庄敏，有文集二十卷。

## 延伸阅读
[在维基数据编辑]
 《宋史·卷384》，出自脱脱《宋史》